# Marvin Ekpiteta
Marvin Akpereogene Paul Edem Ekpiteta (Enfield, 26 agosto 1995) è un calciatore inglese con cittadinanza nigeriana, difensore dell'Hibernian.

## Carriera

### Club
Cresciuto nel settore giovanile dell'Oxford Utd, ha iniziato la sua carriera nelle serie minori del calcio inglese, vestendo le maglie di Chelmsford City, Concord Rangers ed East Thurrock United. Il 31 gennaio 2018 viene acquistato dal Leyton Orient. Dopo un breve prestito all'East Thurrock United, dove gioca altri 3 incontri, il 3 marzo seguente fa il suo esordio con gli O's, disputando l'incontro di campionato perso per 1-0 in casa del Dover Athletic. Il 27 aprile 2019, contribuisce al ritorno della squadra in League Two. L'8 luglio 2020, firma un contratto biennale con il Blackpool, militante in League One. Il 30 maggio 2021, al termine della stagione 2020-2021, ottiene, insieme alla squadra, la promozione in Championship, dopo la vittoria ai play-off.

### Nazionale
Nel 2013 ha giocato due incontri con la nazionale nigeriana Under-20. Il 10 ottobre 2018, ha esordito con l'Inghilterra C in un incontro vinto per 1-0 contro la nazionale estone Under-23.

## Statistiche

### Presenze e reti nei club
Statistiche aggiornate al 22 febbraio 2025.
| Stagione                    | Squadra                     | Campionato                  | Campionato | Campionato | Coppe nazionali | Coppe nazionali | Coppe nazionali | Coppe continentali | Coppe continentali | Coppe continentali | Altre coppe | Altre coppe | Altre coppe | Totale | Totale |
| Stagione                    | Squadra                     | Comp                        | Pres       | Reti       | Comp            | Pres            | Reti            | Comp               | Pres               | Reti               | Comp        | Pres        | Reti        | Pres   | Reti   |
| --------------------------- | --------------------------- | --------------------------- | ---------- | ---------- | --------------- | --------------- | --------------- | ------------------ | ------------------ | ------------------ | ----------- | ----------- | ----------- | ------ | ------ |
| 2014-2015                   | Chelmsford City             | CS                          | 25         | 2          | FACup           | 2               | 0               |                    | -                  | -                  | FAT         | 0           | 0           | 27     | 2      |
| 2015-2016                   | Chelmsford City             | NS                          | 33         | 1          | FACup           | 0               | 0               |                    | -                  | -                  | FAT         | 1           | 0           | 34     | 1      |
| Totale Chelmsford City      | Totale Chelmsford City      | Totale Chelmsford City      | 58         | 3          |                 | 2               | 0               |                    | -                  | -                  |             | 1           | 0           | 61     | 3      |
| 2016-gen. 2017              | Concord Rangers             | NS                          | 22         | 1          | FACup           | 0               | 0               |                    | -                  | -                  | FAT         | 0           | 0           | 22     | 1      |
| gen.-mag. 2017              | East Thurrock Utd           | NS                          | 16         | 0          | FACup           | -               | -               |                    | -                  | -                  | FAT         | -           | -           | 16     | 0      |
| 2017-gen. 2018              | East Thurrock Utd           | NS                          | 26         | 0          | FACup           | 2               | 0               |                    | -                  | -                  | FAT         | 2           | 0           | 30     | 0      |
| feb. 2018                   | East Thurrock Utd           | NS                          | 3          | 0          | FACup           | -               | -               |                    | -                  | -                  | FAT         | -           | -           | 3      | 0      |
| Totale East Thurrock United | Totale East Thurrock United | Totale East Thurrock United | 45         | 0          |                 | 2               | 0               |                    | -                  | -                  |             | 2           | 0           | 49     | 0      |
| feb.-mag. 2018              | Leyton Orient               | NL                          | 7          | 0          | FACup           | -               | -               |                    | -                  | -                  | FAT         | -           | -           | 7      | 0      |
| 2018-2019                   | Leyton Orient               | NL                          | 40         | 6          | FACup           | 1               | 0               |                    | -                  | -                  | FAT         | 5           | 0           | 46     | 6      |
| 2019-2020                   | Leyton Orient               | FL2                         | 27         | 0          | FACup+CdL       | 0+1             | 0               |                    | -                  | -                  | FLT         | 4           | 0           | 32     | 0      |
| Totale Leyton Orient        | Totale Leyton Orient        | Totale Leyton Orient        | 74         | 6          |                 | 2               | 0               |                    | -                  | -                  |             | 9           | 0           | 85     | 6      |
| 2020-2021                   | Blackpool                   | FL1                         | 28+1       | 2+0        | FACup+CdL       | 4+1             | 0               |                    | -                  | -                  | FLT         | 0           | 0           | 34     | 2      |
| 2021-2022                   | Blackpool                   | FLC                         | 40         | 5          | FACup+CdL       | 1+1             | 0               |                    | -                  | -                  |             | -           | -           | 42     | 5      |
| 2022-2023                   | Blackpool                   | FLC                         | 25         | 1          | FACup+CdL       | 1+1             | 1+0             |                    | -                  | -                  |             | -           | -           | 27     | 2      |
| 2023-2024                   | Blackpool                   | FL1                         | 31         | 1          | FACup+CdL       | 3+1             | 1+0             |                    | -                  | -                  | FLT         | 5           | 1           | 40     | 3      |
| Totale Blackpool            | Totale Blackpool            | Totale Blackpool            | 124+1      | 9+0        |                 | 13              | 2               |                    | -                  | -                  |             | 5           | 1           | 143    | 12     |
| 2024-2025                   | Hibernian                   | SP                          | 13         | 0          | CS+CdL          | 0+4             | 0+1             | -                  | -                  | -                  | -           | -           | -           | 17     | 1      |
| Totale carriera             | Totale carriera             | Totale carriera             | 337        | 19         |                 | 23              | 3               |                    | -                  | -                  |             | 17          | 1           | 377    | 23     |

## Palmarès

### Club

#### Competizioni nazionali
- National League: 1

Leyton Orient: 2018-2019